# Norbert Becker (Agrarwissenschaftler)
Norbert J. Becker (* 9. Juli 1937 in Wiesbaden; † 7. Mai 2012 in Freiburg im Breisgau) war ein deutscher Agrarwissenschaftler auf dem Gebiet der Rebenzüchtung und weinbaulichen Standortkunde.

## Leben
Becker verbrachte seine Jugend auf einem Weingut bei Wiesbaden im Rheingau. Schon als Gymnasialschüler half er dort bei den Rebarbeiten und lernte als Kellner in der gutseigenen Weingaststätte das Fluidum der rheinischen Weinfröhlichkeit kennen. Nach dem Abitur (1958) am humanistischen Dilthey-Gymnasium in Wiesbaden wurde er zunächst Bundeswehrsoldat und Offizieranwärter, absolvierte danach eine zweijährige Lehre in der praktischen Landwirtschaft und studierte Agrarwissenschaft an der Justus-Liebig-Universität in Gießen.
Nach der Diplomprüfung (1964) war er Assistent am Institut für Obstbau der Universität und Doktorand an der Forschungsanstalt Geisenheim. Nach seiner Promotion zum Dr. agr. 1968 wurde er Referendar beim hessischen Landwirtschaftsministerium.
Zu Beginn des Jahres 1970 trat er in den Dienst des Landes Baden-Württemberg beim Staatlichen Weinbauinstitut Freiburg. Seine Arbeitsgebiete waren die Rebenzüchtung und die weinbauliche Standortkunde. Unter seiner Leitung entstanden zahlreiche pilzwiderstandsfähige Reben-Neuzuchten, bei deren Anbau auf die Spritzung mit Fungiziden weitgehend verzichtet werden kann. Die aussichtsreichsten dieser Neuzuchten, auch diejenigen seines Vorgängers Johannes Zimmermann wurden nach Bewährung in institutsinternen Versuchen in Pflanzungen bei Winzerbetrieben weiter erprobt und zur Praxisreife gebracht. Es sind dies die Weißweinsorten Johanniter, Bronner, Solaris, Helios, Muscaris und die Rotweinsorten Prior, Baron, Monarch, Cabernet Cortis und Cabernet Carbon.
Becker war an der Ausbildung von Weinbauschülern und Winzermeistern beteiligt. In seiner Freizeit führte er im Rahmen des" Studium generale" der Universität Freiburg ganztägige weinbau-kundliche Samstags-Exkursionen. Auch im Ruhestand widmet er sich weiterhin seinem berufsverbundenen Hobby, nämlich den kulturellen, geschichtlichen und gesundheitlichen Aspekten des Weines.

## Wichtigste Arbeiten
- Norbert Becker und H. Güss: Der Wein, Lebensfreude und Gesundheit. Ein weinfachlicher und ärztlicher Ratgeber für den gesundheitsdienlichen Weingenuss. 7. Auflage, Kehrer Verlag, Freiburg 1995, ISBN 3-929140-08-X
- Beiträge im Weinbaulehrbuch Vogt/Götz: Weinbau, Ulmer-Verlag, Stuttgart 6. Auflage 1977 und 7. Auflage 1987 bzw. Vogt/Schruft: Weinbau, 8. Auflage, Ulmer-Verlag, Stuttgart 2000, ISBN 3-8001-5720-9

Nahezu 200 Veröffentlichungen in wissenschaftlichen und publikumsorientierten Zeitschriften und ca. 500 Vorträge vor Fachpublikum und weininteressierten Auditorien. 